# Lim Yun-chan
Lim Yun-chan (tiếng Hàn: 임윤찬; sinh ngày 20 tháng 3 năm 2004) là một nghệ sĩ dương cầm người Hàn Quốc. Năm 2022, anh trở nên nổi tiếng khi trở thành người trẻ nhất giành chiến thắng trong Cuộc thi piano quốc tế Van Cliburn ở tuổi 18. Năm 2023, anh ký hợp đồng với Decca Records. Album đầu tiên của anh do Decca phát hành, Chopin: Études, đoạt Giải Piano tại Giải thưởng nhạc cổ điển Gramophone năm 2024.

## Xuất thân và giáo dục
Yun-chan sinh ra tại Siheung, Gyeonggi, Hàn Quốc. Anh bắt đầu tập piano từ năm bảy tuổi và vào Học viện Âm nhạc Trung tâm Nghệ thuật Seoul một năm sau đó. Anh bắt đầu học piano nghiêm túc vào năm chín tuổi với nghệ sĩ dương cầm Kay Kyung Eun Kim. Sau khi tốt nghiệp trung học vào năm 2020, anh vào Đại học Tổng hợp Nghệ thuật Hàn Quốc và theo học nghệ sĩ dương cầm Sohn Min-soo. Sau khi giành chiến thắng trong Cuộc thi piano quốc tế Van Cliburn vào năm 2022, Yun-chan chuyển trường đến Nhạc viện New England ở Boston vào tháng 9 năm 2023 cùng với Min-soo.

## Sự nghiệp

### 2018–2022: bắt đầu sự nghiệp
Năm 2018, Lim giành Giải Nhì và Giải thưởng Chopin tại Cuộc thi piano quốc tế Cleveland cho Nghệ sĩ trẻ sau khi trình diễn cùng Dàn nhạc Cleveland trong vòng chung kết và giành Giải Ba và Giải bình chọn khán giả tại Cuộc thi quốc tế Thomas & Evon Cooper, trở thành người trẻ nhất tham gia cuộc thi. Năm 2019, anh trở thành người trẻ nhất chiến thắng trong Cuộc thi Isang Yun khi mới 15 tuổi.
Năm 2020, Lim góp mặt trong album "2020 Young Musicians of Korea" do Tổng công ty Phát thanh Truyền hình Hàn Quốc sản xuất và phát hành.

### 2022–hiện tại: Cuộc thi Van Cliburn và đột phá
Tháng 6 năm 2022, Yun-chan giành Huy chương vàng trong Cuộc thi piano quốc tế Van Cliburn lần thứ 16 tại Fort Worth, Texas, là người trẻ nhất giành chiến thắng trong lịch sử cuộc thi, và đoạt hai giải đặc biệt, Giải bình chọn khán giả và Giải trình diễn một tác phẩm mới xuất sắc nhất. Màn trình diễn tác phẩm Concerto số 3 cho piano của Sergei Vasilievich Rachmaninoff tại vòng chung kết của anh là màn trình diễn được xem nhiều nhất của tác phẩm này trên YouTube, đạt vị trí thứ 24 trên danh sách xu hướng toàn cầu của YouTube và thu hút hơn 10 triệu lượt xem trong tám tháng.

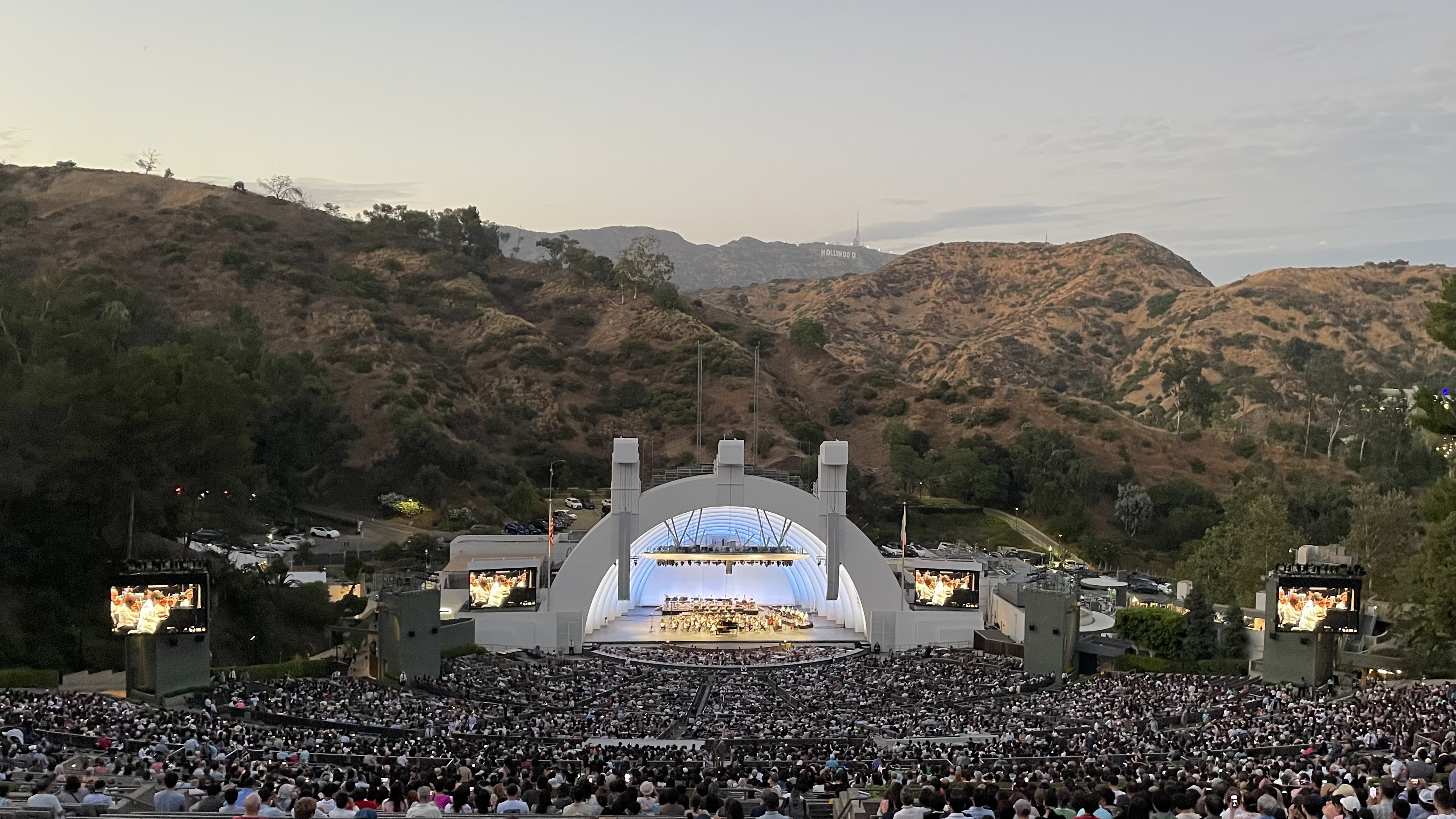
Lim Yun-chan và Dàn nhạc Giao hưởng Los Angeles tại Hollywood Bowl, ngày 1 tháng 8 năm 2023

Sau chiến thắng tại cuộc thi Van Cliburn, Lim bắt đầu hợp tác với các dàn nhạc như Dàn nhạc Giao hưởng New York, Dàn nhạc Giao hưởng Chicago, Dàn nhạc Giao hưởng Luân Đôn, Dàn nhạc Giao hưởng Los Angeles, Dàn nhạc Giao hưởng Cleveland, Dàn nhạc Giao hưởng Boston, Dàn nhạc Giao hưởng Paris, Dàn nhạc Giao hưởng München, Dàn nhạc Giao hưởng Lucerne, Dàn nhạc Giao hưởng Tokyo, Dàn nhạc Giao hưởng của người làm nhạc và Dàn nhạc Giao hưởng KBS.
Yun-chan đã trình diễn tại Nhà hát Carnegie, Nhà hát Wigmore, Phòng Hòa nhạc Victoria, Louis Vuitton Fondation, Trung tâm Nghệ thuật Seoul và Phòng Hòa nhạc Quốc gia Đài Bắc. Anh cũng đã xuất hiện tại Lễ hội âm nhạc Aspen, Bravo! Vail, Lễ hội Ravinia, Lễ hội Gstaad Menuhin và Lễ hội Verbier.
Năm 2023, Yun-chan xuất hiện trên danh sách 30 Under 30 ở hạng mục Nghệ sĩ châu Á của tạp chí Forbes. Ngày 7 tháng 7 năm 2023, công ty Steinway & Sons phát hành màn trình diễn tác phẩm Transcendental Études của Franz Liszt của Yun-chan tại vòng bán kết cuộc thi Van Cliburn. Album ra mắt ở vị trí thứ 5 trên bảng xếp hạng Album cổ điển truyền thống của Billboard.
Tháng 8 năm 2023, Crescendo, một bộ phim tài liệu dài tập về diễn biến của Cuộc thi piano quốc tế Van Cliburn lần thứ 16 và sự thành công của Yun-chan được công chiếu tại Liên hoan phim và âm nhạc quốc tế Jecheon.
Tháng 10 năm 2023, Yun-chan ký hợp đồng thu âm độc quyền với Decca Classics. Album đầu tiên của anh với Decca được phát hành vào ngày 19 tháng 4 năm 2024.

## Danh sách đĩa nhạc
| Tựa đề                                               | Chi tiết | Thứ hạng cao nhất  | Doanh số      |
| Tựa đề                                               | Chi tiết | Circle Album Chart | Doanh số      |
| ---------------------------------------------------- | --- | ------------------ | ------------- |
| 2020 Young Musicians of Korea Vol. 3                 | - Phát hành: 2 tháng 12 năm 2020 - Hãng đĩa: Korean Broadcasting System - Định dạng: CD, tải nhạc, phát trực tuyến | —                  |               |
| Beethoven, Isang Yun, Barber (Live)                  | - Phát hành: 28 tháng 11 năm 2022 - Hãng đĩa: Deutsche Grammophon - Định dạng: CD, tải nhạc, phát trực tuyến       | —                  |               |
| Live from the Cliburn: Liszt – Transcendental Etudes | - Phát hành: 7 tháng 7 năm 2023 - Hãng đĩa: Steinway & Sons - Định dạng: CD, tải nhạc, phát trực tuyến             | —                  |               |
| Chopin: Études, Opp. 10 & 25                         | - Phát hành: 19 tháng 4 năm 2024 - Hãng đĩa: Decca Music Group - Định dạng: CD, tải nhạc, phát trực tuyến          | 16                 | - KOR: 15,871 |

## Giải thưởng
- 2018: Cuộc thi piano quốc tế cho nghệ sĩ trẻ Cleveland – Giải Nhì
- 2018: Cuộc thi quốc tế Thomas & Evon Cooper – Giải Ba và Giải bình chọn khán giả
- 2019: Cuộc thi Isang Yun – Giải Nhất
- 2022: Cuộc thi piano quốc tế Van Cliburn – Huy chương vàng, Giải bình chọn khán giả và trình diễn một tác phẩm mới xuất sắc nhất
- 2023: Forbes 30 Under 30
- 2024: Giải nhạc cổ điển Gramophone – Bản thu âm piano xuất sắc nhất (Chopin Études),[24] Nghệ sĩ trẻ của năm[25]